# Vivo per lei
Vivo per lei je talijanska skladba iz 1995. godine. 
Snimljena je za album Andree Bocellija Romanza u duetu s Giorgiom.
Napisali su ju: glazbu Manzani, stihove Mengari i Valerio Zelli, a posilje je stihove prepravio Gatto Panceri. Pjesma je te godine dobila Disco per l'estate. Izvorna verzija pjesma bila je ljubavna pjesma predviđena za djevojku, dok u prepravljenoj pjesmi "lei" (ona, njoj) iz naslova odnosi se na glazbu, kao oda glazbi.
Izvedena je u nekoliko jezika. Postoji i verzija na talijanskom gdje pjeva samo Andrea Bocelli te s Laurom Pausini. Poslije je Bocelli snimio verziju na francuskom 1997. u duetu s Hélène Ségarom (Je vie pour elle, za njen album Cœur de verre), na njemačkom s Judy Weiss (Ich lebe für sie), na španjolskom 1996. s Martom Sánchez (Vivo por ella, za njen album One Step Closer) te s Sandy na portugalskom. Na engleskom ovu je pjesmu ispjevao 2005. s novozelandskom pjevačicom Hayley Westenra na programu Kurta Browninga Gotta Skate, a 2007. uživo s trinidadsko-američkom pjevačicom Heather Headley na Vivere Live in Tuscany, te sa Sharon Grand (Live for Love).
Na njemački prepjevao je ovu pjesmu Michael Kunze, na francuski Art Mengo, na španjolski Luis Gómez Escolar. 
Verziju na grčkom izvode Dimitra Galani i Giorgos Karadimos, a grčki prepjev zove se Se thelo edo (Σε θελω εδω), u doslovnom prijevodu "Želim te ovdje". Verziju na ruskom izveli su Natalja Bondarjova i Anatolij Nevdah, prepjev na ruski napisao je Anatolij Nevdah, a izvedba je bila u dvorani Samarske filharmonije.
Na hrvatskom ju je izveo Ivo Gamulin (album Gianni i prijatelji u Lisinskom).